# Alain Gafner
Alain Gafner, schweizisk orienterare som tog brons i stafett vid VM 1985.